# Orde van Ghazi
Op de Malediven, een archipel in de Indische Oceaan die in 1965 onafhankelijkheid van het Verenigd Koninkrijk verkreeg, werden niet minder dan zeven ridderorden ingesteld.
- De Aanzienlijke Orde van Ghazi of "Nishan-i-Ghazi", gedragen aan een rood lint met een brede groene middenstreep waarop drie witte strepen staan, is een van deze orden.

Men zou kunnen stellen dat vijf orden samen één ridderorde vormen waarvan dit de hoogste graad is, samen vormen zij dan de door Muhammed Farid I in 1965 ingestelde "Nishan Izzaiythera Verikan". Anderen noemen vijf verschillende orden. Zeker is dat iedere graad in deze orde een ander lint heeft.